# James Eckhouse
James Hays Eckhouse, né le 14 février 1955 à Chicago, est acteur américain connu notamment pour son rôle de Jim Walsh dans le feuilleton télévisé Beverly Hills 90210 de 1990 à 1995.

## Filmographie

### Acteur

#### Cinéma
- 1983 : Un fauteuil pour deux (Trading Places) de John Landis : Le gardien de prison d'Eddy Murphy
- 1988 : Cocktail de Roger Donaldson : un client du bar aux Caraïbes
- 1988 : Liaison fatale (Fatal Attraction) de Adrian Lyne : un homme dans le restaurant japonais
- 1988 : Big de Penny Marshall : Superviseur
- 1994 : Junior de Ivan Reitman : Ned Sneller
- 1998 : Contre-Jour (One True Thing) de Carl Franklin : District Attorney
- 2004 : Comme Cendrillon (A Cinderella Story) de Mark Rosman : M.. Farrell
- 2004 : The Sure Hand of God de Michael Kolko : Benny Ballard
- 2008 : Extreme Movie d'Adam Jay Epstein et Andrew Jacobson
- 2012: Avengers de Josh Weldom: Un homme à la télévision.

#### Télévision
- 1990 - 1995 : Beverly Hills 90210 : Jim Walsh
- 1996 : Phase terminale : Le docteur Maxwell
- 1999 - 2000 : Deuxième chance (Once and Again) : Lloyd Lloyd
- 1999 : Judgment Day : Colonel Thomas "Tom" Keller
- 2001 : Les Experts (CSI: Crime Scene Investigation) : Saison 1, épisode 17 : Hank Marlowe
- 2004 : Las Vegas : Saison 2, épisode 3 : Tolliver
- 2004 : FBI : Portés disparus (Without a Trace) : Saison 2, épisode 16 : Charles Huffman
- 2006 : Nip/Tuck : Saison 4, épisode 14 : Dr. Schwartz
- 2006 : Jericho : Saison 1, épisode 3 : Scott Rennie
- 2006 : Commander in Chief : Episode 15 : Paul Vitagliano
- 2006 : Médium : Saison 2, épisode 12 : Dr. Gromada
- 2007 : Las Vegas : Saison 5, épisode 5: Cy Lipshitz
- 2008 : Esprits criminels (Criminal Minds) : Saison 3, épisode 19 : Mr. Corbett
- 2009 : Les Experts (CSI: Crime Scene Investigation) : Saison 10, épisode 10 : Paul Trent
- 2011 : Du courage et du cœur (Love's Everlasting Courage) : Mr. Harris
- 2013 : Une mère indigne (The Good Mother) : Docteur Cullen
- 2019 : The Fix (Saison 1, épisode 10) : Mr Elias
- 2021 : Chicago Med (Saison 6, épisode 11) : Liam McIntyre

### Réalisateur
Télévision
- 1993 : Beverly Hills 90210 : Saison 4 épisode 06 : Ruptures (Strangers In the Night)
- 1994 : Beverly Hills 90210 : Saison 4 épisode 29 : Conséquences tragiques (Truth or Consequences)
- 1995 : Beverly Hills 90210 : Saison 5 épisode 19 : Embrigadement (Little Monsters)
- 2001 : Deuxième chance, Saison 2 épisode 09 : La roue tourne (Life Out of Balance)
- 2001 : Deuxième chance : Saison 2 épisode 12 : Soupçon (Suspicion)
- 2001 : Deuxième chance : Saison 3 épisode 07 : La théorie du chaos (Chaos Theory)

## Beverly Hills, 90210
Eckhouse a joué le rôle de Jim, père de Brandon et Brenda Walsh, à partir du pilote en 1990 jusqu'à la fin de la saison 5 en 1995. Il en a aussi réalisé 3 épisodes. Il n'a que 14 ans de plus que Jason Priestley qui jouait son fils.

## Vie privée
Eckhouse a étudié brièvement au MIT avant de commencer sa carrière d'acteur.
Lui et sa femme, Sheila Kiliher Walsh, ont deux enfants et vivent à Los Angeles. Leur cadet, Zander, joue dans Huge, une série sur ABC.